# 2000年シドニーオリンピックのイギリス選手団
2000年シドニーオリンピックのイギリス選手団（2000ねんシドニーオリンピックのイギリスせんしゅだん）は、2000年9月15日から10月1日にかけてオーストラリアのニューサウスウェールズ州シドニーで開催された2000年シドニーオリンピックのイギリス選手団、およびその競技結果。

## 概要
今大会は金メダル11個、銀メダル10個、銅メダル7個の合計28個のメダルを獲得した。

## メダル
| メダル | 選手名                                                                              | 競技       | 種目                       |
| ------ | ----------------------------------------------------------------------------------- | ---------- | -------------------------- |
| 金     | ジョナサン・エドワーズ                                                              | 陸上       | 男子三段跳                 |
| 金     | デニーズ・ルイス                                                                    | 陸上       | 女子七種競技               |
| 金     | オードリー・ハリソン                                                                | ボクシング | 男子スーパーヘビー級       |
| 金     | ジェイソン・クアリー                                                                | 自転車     | 男子1000mタイムトライアル  |
| 銀     | ダレン・キャンベル                                                                  | 陸上       | 男子200m                   |
| 銀     | スティーブ・バックリー                                                              | 陸上       | 男子やり投                 |
| 銀     | ケイト・ホーウェイ                                                                  | 柔道       | 女子70kg以下級             |
| 銀     | クリス・ホイ クレイグ・マクリーン ジェイソン・クアリー                              | 自転車     | 男子オリンピックスプリント |
| 銅     | キャサリン・メリー                                                                  | 陸上       | 女子400m                   |
| 銅     | ケリー・ホームズ                                                                    | 陸上       | 女子800m                   |
| 銅     | ポール・マニング クリス・ニュートン ブライアン・スティール ブラッドリー・ウィギンス | 自転車     | 男子4000m団体追い抜き      |
| 銅     | イボンヌ・マグレガー                                                                | 自転車     | 女子3000m個人追い抜き      |